# Somont
Somont (en francès Soumont) és un municipi occità del Llenguadoc, situat al departament de l'Erau, a la regió d'Occitània.